# 1977 год в авиации
Список событий в авиации в 1977 году.

## События
- 20 мая — первый полёт истребителя Су-27[1].
- 31 августа — первый полёт многоцелевого транспортного самолёта Ан-72[2].
- 31 августа — установлен абсолютный рекорд высоты полёта 37650 метров. Лётчик-испытатель Александр Федотов на самолёте Е-266М.[3]
- 6 октября — первый полёт истребителя МиГ-29[4].
- 14 декабря — первый полёт крупнейшего в мире серийного транспортного вертолёта Ми-26.[5]

### Катастрофы
- 27 марта — авиакатастрофа в аэропорту Лос-Родеос Boeing-747 «Pan American» и Boeing-747 «KLM»[6].

## Персоны

### Скончались
- 9 февраля — Сергей Владимирович Ильюшин, выдающийся советский авиаконструктор. Трижды Герой Социалистического Труда (1941, 1957, 1974), семикратный лауреат Сталинской премии, генерал-полковник-инженер (1957), академик АН СССР (1968).[7]